# ATSV Stadl-Paura
Der Arbeiter-Turn- und Sportverein Stadl-Paura ist ein Fußballverein aus der Gemeinde Stadl-Paura in Oberösterreich. Der Verein spielt seit der Saison 2023/24 in der Achten Leistungsstufe, der 2.Klasse Mitte-West.

## Geschichte
Der ATSV Stadl-Paura wurde 1952 gegründet. Der Verein spielte lange Zeit unterklassig. Nachdem man zunächst in der fünftklassigen Landesliga West gespielt hatte, musste man in der Saison 2006/07 in die Bezirksliga Süd absteigen. In der Saison 2010/11 konnte man Meister jener Liga werden und somit wieder in die Landesliga West aufsteigen.
In der Saison 2013/14 konnte man als Meister der Landesliga West in die Landesliga Oberösterreich aufsteigen. Nach nur einer Saison stieg man als Meister der Landesliga  in die drittklassige Regionalliga Mitte auf. Die Debütsaison in der Regionalliga beendete der Verein aus Stadl-Paura auf dem siebten Platz, zudem nahm man am ÖFB-Cup teil, wo man jedoch in der ersten Runde an der WSG Wattens scheiterte. Im folgenden Jahr schied man ebenfalls in der ersten Runde aus, diesmal verlor man knapp gegen den Zweitligisten FC Blau-Weiß Linz.
Der Aufstieg des Vereins ist direkt mit Christian Mayrleb verbunden, der im Juni 2011 als Spieler vom FC Pasching zu Stadl-Paura wechselte. Mit 1. Juli 2012 übernahm er die sportliche Leitung und mit 31. Oktober gleichen Jahres dann die Funktion des Spielertrainers, weshalb er ab Sommer 2013 nur mehr in der zweiten Mannschaft aushalf. In die Ära des ehemaligen Nationalspielers fielen somit die Meistertitel der Landesliga West (fünfte Liga) und der Landesliga Oberösterreich (vierte Liga) sowie der damit verbundene Aufstieg in die Regionalliga Mitte. Nach Ende der Herbstmeisterschaft 2016 verließ Mayrleb aus finanziellen Gründen – Mayrlebs Ziel war der Aufstieg in die Erste Liga und dazu fehlte eine Million Euro, die Sponsoren ursprünglich zugesagt hatten – den Verein und wechselte zum ASKÖ Oedt, wobei er mit Florin Anitoui, Sorin Ciobanu und Bojan Musteci auch drei Stammspieler „mitnahm“.
Der Zufall wollte es, dass der ATSV Stadl-Paura im ÖFB-Cup 2017/18 beim oberösterreichischen Cupsieger ASKÖ Oedt antreten musste und bei der von Mayrleb gecoachten Mannschaft eine 1:3 (0:1) Niederlage hinnehmen musste.
Am 1. Juli 2017 wurde in Anlehnung an den SC Wiener Neustadt der Name des Stadions für die Saison 2017/18 verlost, womit aus dem bisherigen Maximilian-Pagl-Stadion die „Molto Luce Arena“ wurde. Insgesamt konnten 20 Lose verkauft werden.

## Mannschaften
Neben der Kampfmannschaft, die in der Regionalliga Mitte spielt, betreibt der Verein in der Saison 2017/18 weiters eine zweite Mannschaft, die in der Bezirksliga Süd die Meisterschaft bestreitet. Dazu kommt ein Frauenteam, das in einer Spielgemeinschaft mit der Sportunion Wolfern in der Oberösterreichischen Frauenliga antritt. Im Nachwuchsbereich ist der ATSV Stadl-Paura in einer Spielgemeinschaft mit Rot-Weiß Lambach in den Altersstufen U8 bis U16 aktiv.